# مايك هيوز (لاعب كرة قدم أمريكية)
مايك هيوز (بالإنجليزية: Mike Hughes)‏ هو لاعب كرة قدم أمريكية أمريكي، ولد في 11 فبراير 1997 في نيوبيرن في الولايات المتحدة.

## وصلات خارجية
- مايك هيوز على موقع مرجع كرة القدم المحترفة.كوم (الإنجليزية)
- مايك هيوز على موقع كلية كرة القدم في سبورتس رفرنس.كوم (الإنجليزية)